# Gaston Hyllaire
Gaston Hyllaire, du nom de clandestinité Léonie (1911-1994), est un résistant français au nazisme, chef régional pour le Limousin du Mouvement de libération nationale.
Il est l'un des premiers à entrer dans Oradour-sur-Glane, après le massacre et il y met en place l'organisation sanitaire, en compagnie d'un médecin des environs, le docteur Balp.

## Hommages
- À Limoges, une rue porte son nom.
- À Brive-la-Gaillarde, un square porte son nom.

## Source
- Témoignage de Gaston Hyllaire, alias Léonie, recueilli par M. Doysié, Archives du Comité d’histoire de la Deuxième Guerre mondiale. Résistance intérieure : mouvements, réseaux, partis politiques et syndicats, pièce 18